# Astomum nicholsonii
Astomum nicholsonii là một loài rêu trong họ Pottiaceae. Loài này được G. Roth mô tả khoa học đầu tiên năm 1910.
Danh pháp khoa học của loài này chưa được làm sáng tỏ. 